# Universal Soldier 2 : Frères d'armes
Pour un article plus général, voir Universal Soldier (série de films).
Pour plus de détails, voir Fiche technique et Distribution.
Universal Soldier 2 : Frères d'armes (Universal Soldier II: Brothers in Arms) est un téléfilm américano-canadien réalisé par Jeff Woolnough, sorti en 1998.

## Synopsis
Luc et Veronica retrouve Eric le frére de Luc et ils ont réanimer Eric et ensemble tous les 3 vont faire revivre les soldats morts afin de lancer une horde de mercenaires.

## Fiche technique
Sauf indication contraire, les informations mentionnées dans cette section peuvent être confirmées par la base de données cinématographiques IMDb,  présente dans la section « Liens externes ».
- Titre original : Universal Soldier II: Brothers in Arms
- Titre français : Universal Soldier 2 : Frères d'armes
- Réalisation : Jeff Woolnough
- Scénario : Peter M. Lenkov
- Musique : Ivan Doroschuk, John Kastner et Steve Pecile
- Direction artistique : Ingrid Jurek
- Décors : Jasna Stefanovic et David Orin Charles
- Costumes : Trysha Bakker
- Photographie : Russ Goozee
- Son : Martin Lee, Dino Pigat
- Montage : Mike Lee
- Production : Robert Wertheimer

Producteurs délégués : Kevin Gillis et John F.S. Laing
Coproductrice déléguée : Nancy Chapelle
- Sociétés de production[1] : Catalyst Entertainment Production, Rigel Independent Entertainment, Unisol Productions Inc., en association avec Durrant Fox Productions Inc.
- Sociétés de distribution[1] : Showtime Networks, Viacom
- Pays d'origine :  Canada,  États-Unis
- Langue originale : anglais
- Format[2] : couleur - 1,33:1 (4/3 à la télévision) - son Stéréo
- Genre : action, science-fiction
- Durée : 92 minutes
- Dates de sortie[3] :
  - États-Unis : 27 septembre 1998
- Classification[4] :
  -  États-Unis : R – Restricted (Les enfants de moins de 17 ans doivent être accompagnés d'un adulte).

## Distribution
- Matt Battaglia : Luc Devereaux / GR44
- Chandra West : Veronica Roberts
- Andrew Jackson : Sgt. Andrew Scott / GR13
- Eric Bryson : Peterson / GR80
- Kevin Rushton : Martinez / GR81
- Desmond Campbell : Cooper / GR82
- Burt Reynolds : Le directeur de la CIA / Le mentor
- Barbara Gordon : Danielle Devereaux
- Aron Tager : John Devereaux
- Gary Busey : Otto Mazur
- Jeff Wincott : Eric Devereaux / GR5
- Jared Wall : Luc Devereaux à 9 ans
- Michael Copeman : Lieutenant Colonel Jack Cameron
- Richard McMillan : Dr. Walker
- Carla Collins : La présentatrice
- James Kee : Jasper
- James Kim : Un garde du corps
- Layton Morrison : Un garde du corps
- Loren Peterson : Un garde du corps
- Simon Kim : Un garde du corps